# ドイツ独立社会民主党
ドイツ独立社会民主党（ドイツどくりつしゃかいみんしゅとう、ドイツ語: Unabhängige Sozialdemokratische Partei Deutschlands、略称：USPD）は、帝政末期からヴァイマル共和政期にかけて存在したドイツの政党。第一次世界大戦中の1917年に、ドイツ社会民主党（SPD）の戦争支持の方針に反発して離党した者たちにより結成された。ドイツ革命直後の頃に社民党とともに仮政府人民代表評議会を構成したが、すぐに決裂して社民党政権と対立を深めた。1920年にコミンテルン参加問題をめぐって分裂し、参加に賛成する左派はドイツ共産党（KPD）へ移った。反対する右派は党にとどまったが、1922年には社民党と再合流した。残ったわずかな者たちも1931年にドイツ社会主義労働者党に合流した。

## 党史

### 党結成の経緯
1914年8月に第一次世界大戦が勃発。国内のすべての党派争いの停止を求める政府の求め（「城内平和」）に応じて、SPD首脳部は戦争支持の方針を打ち出した。党内の急進左派はその方針に反対したが、中央派や修正主義派は方針に従った。しかし1915年に入った頃には短期決戦の見込みが破たんし、党の戦争支持方針に対する不満は急進左派以外にも広がり始めた。

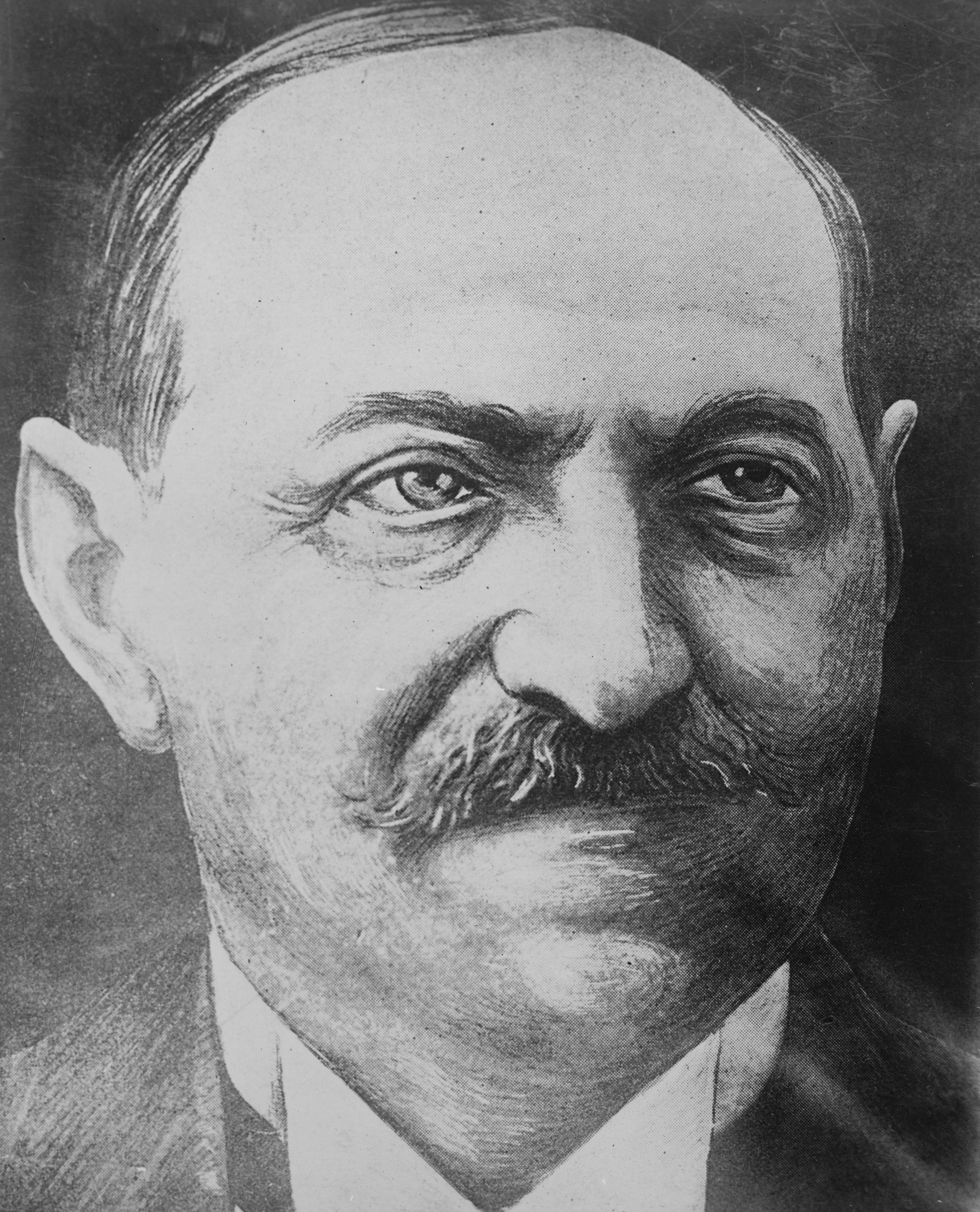
フーゴー・ハーゼ

社民党共同党首で中央派のフーゴー・ハーゼは「国民の連帯とは社会的・政治的要求の停止を意味しない」と主張して「城内平和」を批判し、党内反対派「ハーゼ・グループ」を形成するようになった。1915年春以降戦争目的論争が起きると修正主義派のベルンシュタイン、中央派のカウツキーら党の長老がこの「ハーゼ・グループ」に加勢するようになったため勢いを増した。
1914年12月の段階では帝国議会の戦時公債承認採決で賛成票を投じなかった社民党議員は、急進左派のカール・リープクネヒトのみだったが、1915年3月の戦時公債を計上した予算案の決議の際にはフーゴー・ハーゼやゲオルク・レーデブールら30名の社民党議員が党指導部に造反して議場から退席して棄権した（反対はリープクネヒト含めて2名）。同年6月にはハーゼ、エドゥアルト・ベルンシュタイン、カール・カウツキーが連名で「現下の急務」を発表して戦前の原則へ立ち返るべきことを要求するようになり、同年12月21日の戦時公債承認の採決では、社民党議員団のうち20名の議員が反対票を投じ、22名の議員が退場するまでに反対派が拡大した。
社民党指導部は反対派への締め付けを強化するようになり、1916年3月24日に臨時予算に反対したハーゼら造反議員18名を社民党議員団から除名している。これに対してハーゼは「社会民主党議員団は本日、賛成58、反対33、保留4をもって、議員団に属することから生じる諸権利を我々から奪った。」「我々は別の社会民主主義団体を結成することを余儀なくされた」と声明し、除名された議員たちは社民党議員団と別の議員団「社会民主協働団」を構成するようになった。
その後、社民党多数派と反対派の対立はますます激しくなった。ただ反対派の言論は検閲や集会禁止によって妨げられたので、政府と近しい多数派は有利だった。反対派の手中にあった党機関紙『フォアヴェルツ』も当局の助けを借りて多数派が奪還している。また同じ反対派の間でもリープクネヒトやローザ・ルクセンブルクらスパルタクス団を中心とする急進左派とハーゼら平和主義的中央派の間には対立があった。
戦争の長期化で食料欠乏は深刻化し、1916年から1917年にかけての冬は「カブラの冬」（ルタバガというキャベツとカブの仲間で飢えを凌ぐ冬という意味）となった。さらに「祖国援助勤労奉仕に関する法律」が制定されたことで強制労働の負担が大きくなり、国民の不満は高まっていた。1917年3月にロシアで革命が発生したこともあって、ドイツでも革命気運が高まった。社民党内の反対派の勢いも高まり、1917年1月7日にはあらゆる傾向の反対派が結集した集会が開催され、反対派の組織を全国的に結集する準備にとりかかることが決議された。またカール・カウツキー起草の次の宣言を採択した。「反対派が要求したことは、なにがなんでも平和を準備しろということでもなければ、平和の諸条件をより詳しく提示もせずにただ平和そのものを準備するだけでよいというものでもない。反対派が要求していることは、勝者も敗者もない平和。抑圧のない無賠償無併合の平和を準備することであった。」。

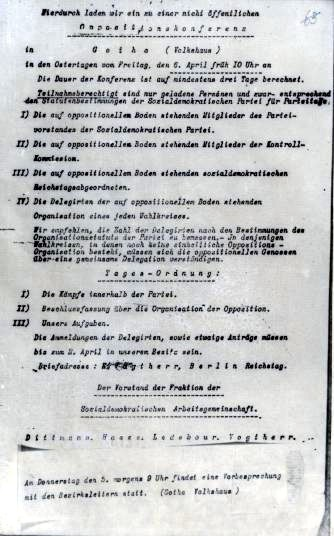
ゴータでの創立大会への案内状

これに対して党指導部は彼らを党組織から除名することをもって応えたため、新党結成は不可避となった。1917年4月6日から8日にかけてゴータで創立大会が開催された。代議員の賛成77票、反対42票で「ドイツ独立社会民主党」の党名が決議された。

### ドイツ革命
1918年10月4日に連合国との講和を目的とするバーデン大公子マクシミリアン内閣が発足し、社民党と中央党と進歩人民党が政権に参加した。マクシミリアンはアメリカ大統領ウッドロウ・ウィルソンが主張した「ドイツ軍部や王朝的専制君主は交渉相手とは認めない」という交渉資格の要求をクリアーするために議院内閣制導入など様々な改革を実施した。その一環で10月末には戒厳体制も緩和され、ドイツ社民党も活動を活性化させて講和運動を推進した。
11月3日から4日にかけて、無謀な作戦への動員を命じられたキール軍港の水兵たちが反乱をおこし、労働者がこれに加わって大勢力となり、キールは「レーテ」（労兵評議会）により実効支配された。他の主要都市でも次々と蜂起が起き、レーテが各主要都市を掌握するに至った（ドイツ革命）。兵士の扇動で革命が勃発したのは独立社民党にもスパルタクス団にも予想外のことであったが、以降彼らはレーテによる全権掌握を要求するようになった。

### 人民代表評議会
11月9日にマクシミリアンはヴィルヘルム2世の退位を発表して社民党党首フリードリヒ・エーベルトに内閣を譲って退任した。エーベルトは独立社民党にも政権参加を求めた。独立社民党は、社会主義共和国になること、全権をレーテが握ること、「ブルジョワ分子」の政府からの追放を条件として要求したが、社民党は社会主義共和国になるかどうかは国民議会を招集してそこで決められるべきこと、レーテによる全権掌握は一階級の一部による独裁なので民主主義の原則に反していること、国民の食糧事情の救済が急務の今「ブルジョワ分子」の追放はできないことを回答した。しかしレーテの委任に基づく両派同数の政府の樹立や国民議会招集は急がないことには同意したため、独立社民党も政権参加することになった。

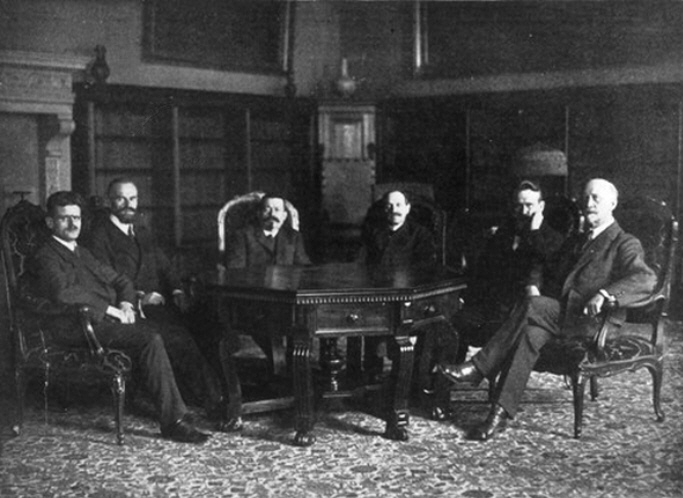
革命直後の仮政府人民代表評議会のメンバー。左からエミール・バルト(独立・オプロイテ)、オットー・ランツベルク(社民)、フリードリヒ・エーベルト(社民)、フーゴー・ハーゼ(独立)、ウィルヘルム・ディットマン(独立)、フィリップ・シャイデマン(社民)

こうして11月10日には社民党と独立社民党が3名ずつ閣僚を出し合って「人民代表評議会」なる仮政府が創設された。夕刻から開かれたベルリンのレーテでエーベルトは事態の困難さを強調して「内輪もめ」を辞めることを呼びかけ「人民代表評議会」の承認を求めた。スパルタクス団のリープクネヒトによる反対工作があったものの「人民代表評議会」は多数の代議員の支持を得ることができた。人民代表評議会のメンバー6人は対等という建前だったが、毎回エーベルトが議長を務めて会議を主導したので実質的にはエーベルト社民党政権に独立社民党が閣僚として参加しているも同じであった。
12月24日に極左の人民海兵団が起こした反乱の鎮圧をめぐって社民党が発砲を許可したことに反発して独立社民党は社民党政権から離脱した。独立社民党はプロイセン州の社民党政権からも離脱したが、このときに辞任を拒否した独立社民党のベルリン警視総監エミール・アイヒホルンを1919年1月4日に社民党が罷免。これに反発した独立社民党や共産党(スパルタクス団)が労働者にデモを呼びかけ、1月5日にはベルリンの街上に20万人を超える規模の社民党政権糾弾デモが起きた。共産党のリープクネヒトや独立社民党のレーデブールらは、これに乗じての政府転覆を狙い「スパルタクス団蜂起」を起こしたが、社民党政府が動員した義勇軍により鎮圧された。

### 選挙で躍進
1919年1月の総選挙では独立社民党は22議席しか取れず、第5党にとどまったが、1920年6月の総選挙では社民党が大きく議席を落とす一方、独立社民党が躍進し、社民党に次ぐ第2党となった。反乱が相次ぐヴァイマル共和政に国民は嫌気がさしており、従来の社民党を支持していた勢力が極左に走ったのが原因だった。

### コミンテルン参加問題
独立社民党からスパルタクス団が離党した後も独立社民党内には右派と左派の対立があった。右派はハーゼ、左派はエルンスト・ドイミヒを中心とした。この両派はレーテへの評価や労働組合問題で対立していた。
1920年7月のコミンテルン第2回世界大会には独立社民党も出席したが、この大会で独立社民党はコミンテルンからコミンテルン参加の条件として21か条を突き付けられ、コミンテルンへの絶対服従や「改良主義者ならびに日和見的中立主義者」の追放（カウツキーやヒルファーディングなどの幹部の実名を例示していた）などを要求された。
10月の独立社民党大会は、コミンテルンがあらかじめ多数派工作を行っていたため、コミンテルン参加と共産党との合同が決議されたが、右派はこれに反発して独立社民党に留まることになった。コミンテルンの高圧的態度は左派からも反発を招いており、結局共産党へ移った独立社民党員は党員80万人のうち30万人、国会議員では4分の1にとどまった。ドイミヒやヴォルター・シュトェッカー、また後にドイツ共産党党首となるエルンスト・テールマンらが共産党へ移っているが、これまで独立社民党左派の頭目と目されたレーデブールは独立社民党に残っている。

### その後
右派だけになった独立社民党はその後もしばらく続いたが、共産主義を捨てた以上社民党から独立して存在している意味は薄くなっていった。
1922年には共産党を除名されたパウル・レヴィやドイミヒらが結成していた共産主義労働者団（KAG）が独立社民党に合流した。
同年9月24日にニュルンベルクで開かれた合同党大会で独立社民党主流派は社民党と合流した。独立社民党内の「右派」だった彼らも社民党帰還後には党内最左派であり、社民党の左傾化の原因となった。そのため独立社民党復帰後の社民党は、グスタフ・シュトレーゼマンなどから大連合のパートナーとして安定性を欠くと判断されることもあった。
レーデブールやテオドール・リープクネヒトなどわずかな者だけが独立社民党にとどまり、国会選挙に出馬し続けたが、議席は取れなかった。彼らは1931年にドイツ社会主義労働者党（SAPD）に参加している。

## 党員の構成
ハーゼーやカウツキーらマルクス中央派のほか、左派のスパルタクス団、修正主義のエドゥアルト・ベルンシュタインなど構成は雑多であった。ただしスパルタクス団は独立社民党に批判的であり、利用するために参加していただけだった。それについてリープクネヒトは「我々が独立社民党の党員として踏みとどまったことは、同党を前進させ、また同党を我らの鞭の届く範囲内におき、さらに同党から最良の分子を引き抜くためであった」と述べている。

### 党首
第一議長（Erster Vorsitzender）
- フーゴー・ハーゼ（1917年4月8日-1919年11月17日）
- アルトゥール・クリスピン（1919年12月6日-1922年9月23日）

第二議長（Zweiter Vorsitzender）
- アルトゥール・クリスピン（1919年3月-1919年12月6日）
- エルンスト・ドイミヒ（ドイツ語版）（1919年12月6日-1920年10月17日）
- ゲオルク・レーデブール（ドイツ語版）（1920年10月17日-1922年1月12日）
- ウィルヘルム・ディットマン（ドイツ語版）（1922年1月12日-1922年9月23日）

第三議長（Dritter Vorsitzender）
- ゲオルク・レーデブール（ドイツ語版）（1922年1月12日-1922年9月23日）

### 著名な党員
- クルト・アイスナー - バイエルン州首相
- ヴァルター・ウルブリヒト - 1920年に共産党へ。第二次大戦後にドイツ社会主義統一党書記長（最高指導者）・東ドイツ国家評議会議長
- カール・カウツキー - 社民党中央派の代表的人物。1922年社民党復帰
- オットー・グローテヴォール - 1922年社民党復帰。第二次大戦後にドイツ社会主義統一党共同議長・初代東ドイツ首相
- カール・コルシュ - 1920年に共産党へ。1923年10月闘争の際に一時テューリンゲン州法相
- ヴォルター・シュトェッカー（ドイツ語版） - 1920年に共産党へ
- クララ・ツェトキン - スパルタクス団団員。1918年共産党結党で脱退
- エルンスト・テールマン - 1920年に共産党へ。後共産党党首
- エルンスト・ドイミヒ（ドイツ語版） - 1920年に共産党へ。共産党共同党首に
- フーゴー・ハーゼ - 社民党共同党首。中央派の代表的人物で結党の中心人物
- ルドルフ・ヒルファーディング - 1922年社民党復帰。財務大臣
- エドゥアルト・ベルンシュタイン - 修正主義提唱者。1922年社民党復帰
- フランツ・メーリング - スパルタクス団(後ドイツ共産党)団員。1918年共産党結党で脱退
- カール・リープクネヒト - スパルタクス団(後ドイツ共産党)指導者。1918年共産党結党で脱退
- ローザ・ルクセンブルク - スパルタクス団(後ドイツ共産党)指導者。1918年共産党結党で脱退
- ゲオルク・レーデブール（ドイツ語版） - スパルタクス団蜂起指導者。1931年にドイツ社会主義労働者党へ

## 国会選挙の党勢
| 選挙日             | 得票        | 得票率 | 議席数 (総議席数) | 議席順位 |
| ------------------ | ----------- | ------ | ----------------- | -------- |
| 1919年1月19日      | 2,317,290票 | 7.6%   | 22議席 (421議席)  | 第5党    |
| 1920年6月6日       | 5,046,813票 | 17.9%  | 84議席 (459議席)  | 第2党    |
| 1924年5月4日       | 235,145票   | 0.8%   | 0議席 (472議席)   | 議席無   |
| 1924年12月7日      | 98,842票    | 0.3%   | 0議席 (493議席)   | 議席無   |
| 1928年5月20日      | 20,815票    | 0.1%   | 0議席 (491議席)   | 議席無   |
| 1930年9月14日      | 11,690票    | 0.0%   | 0議席 (577議席)   | 議席無   |
| 出典：Gonschior.de |             |        |                   |          |